# 上豪瑟魏爾湖

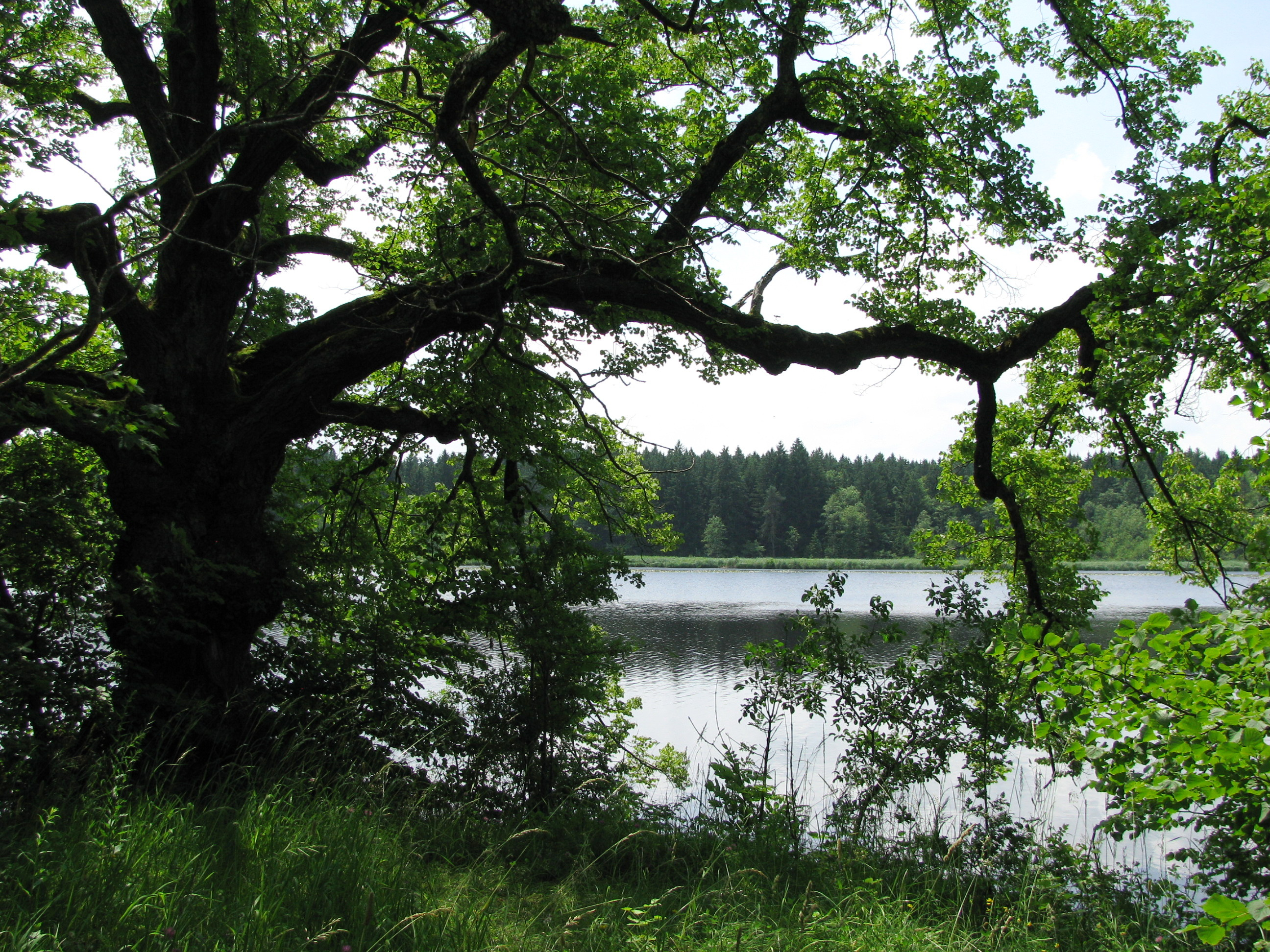

47°57′15″N 10°59′09″E / 47.95408°N 10.9859°E
上豪瑟魏爾湖（德語：Oberhauser Weiher），是德國的湖泊，位於該國東南部，由巴伐利亞州負責管轄，處於阿默湖畔迪森，長0.4公里、寬0.3公里，面積0.09平方公里，海拔高度668米，湖岸線長度1.1公里。